# Jyotindra Nath Dixit

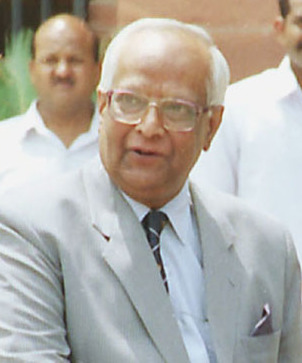
Jyotindra Nath Dixit

Jyotindra Nath Dixit (* 8. Januar 1936 in Madras; † 3. Januar 2005 in Neu-Delhi, Indien) war indischer Diplomat und Politiker und von 1991 bis 1994 im indischen Außenministerium tätig.
Dixit war zuletzt nationaler Sicherheitsberater und galt als Architekt der Friedensgespräche mit dem Nachbarland Pakistan. Er führte auch mit der Volksrepublik China Gespräche über Grenzstreitigkeiten. Nach Pakistan wurde Dixit als Botschafter entsandt. In dieser Funktion war er auch in mehreren anderen Staaten tätig. Nach 1994 trat er der indischen Kongresspartei bei. Dort fungierte er als Berater für Außen- und Verteidigungspolitik.
Dixit starb im Alter von 68 Jahren an einem Herzinfarkt. Er wurde 2005 postum mit dem Padma Vibhushan ausgezeichnet.